# 厦门市人民代表大会常务委员会
厦门市人民代表大会常务委员会（简称厦门市人大常委会）是中华人民共和国福建省厦门市人民代表大会的常设机关，对厦门市人民代表大会负责并报告工作。依法在本市行政区内行使监督权、重大事项决定权、地方立法权和人事任免权。

## 历史沿革
中华人民共和国1954年宪法及地方组织法并未规定设置县级以上人大的常务机关。1979年7月，第五届全国人民代表大会第二次会议通过《关于修正中华人民共和国宪法若干规定的决议》，其中规定：“县和县以上地方各级人民代表大会设立常务委员会，它是本级人民代表大会的常设机关”。
1980年5月5日至8日，厦门市第七届人民代表大会举行第一次会议，选举产生厦门市第七届人民代表大会常务委员会。
1994年3月22日，第八届全国人民代表大会第二次会议表决通过《关于授予厦门市人大及其常委会和厦门市政府分别制定法规和规章在厦门经济特区实施的决定》，标志着厦门市获得经济特区立法权。2010年6月18日，国务院批准厦门经济特区扩大到厦门全市。2010年7月29日，厦门市第十三届人大常委会第二十二次会议作出决定：从8月1日起，50部原有的厦门经济特区法规适用范围扩大到全市。

## 职责
1. 在本市范围内，保证宪法、法律、行政法规、地方性法规和全国、省人民代表大会及其常务委员会决议的遵守和执行。
2. 在市人民代表大会闭会期间，按照我国宪法、法律以及《全国人民代表大会关于授权厦门市人民代表大会及其常委会和厦门市人民政府分别制定法规和规章在厦门经济特区实施的决定》，行使经济特区立法权和设区市立法权，制定和颁布地方性法规。
3. 领导或主持市人民代表大会代表的选举，指导我市区、镇人民代表大会代表的选举，召集市人民代表大会会议。在市人民代表大会闭会期间，补选省人民代表大会出缺的代表和罢免个别代表。
4. 讨论、决定本市政治、经济、教育、科学、文化、卫生、环境和资源保护、民政、民族等工作的重大事项。
5. 根据市人民政府的建议，决定对本市国民经济和社会发展计划、预算的部分变更。
6. 监督市人民政府、市中级人民法院、市人民检察院、厦门海事法院的工作，联系市人民代表大会代表，受理人民群众对上述机关和国家工作人员的申诉和意见。
7. 撤销区级人民代表大会及其常务委员会的不适当的决议及市人民政府的不适当的决定和命令。
8. 依照法律规定的权限决定国家机关工作人员的任免。
9. 决定授予地方的荣誉称号。
10. 行使市人民代表大会授予的其他职权。

## 机构设置
厦门市人大常委会设置以下机构：
- 厦门市人大常委会办公厅
- 厦门市人大常委会法制工作委员会
- 厦门市人大常委会预算工作委员会
- 厦门市人大常委会人事代表工作室
- 厦门市人大常委会研究与宣传工作室
- 厦门市人大常委会信访局

## 历届领导

### 第七届
- 任期：1980年5月－1983年3月
- 主任：陆自奋
- 副主任：张侠、张竹三、张渐摩、王宝凤、刘田、许祖义、颜西岳、董厚英

### 第八届
- 任期：1983年4月－1987年12月
- 主任：陆自奋 → 王金水（1987年3月任）
- 副主任：张德贞（1986年3月辞任）、姜锡璋（1986年3月辞任）、许祖义、郭礽疆、庄云潮、许淑贤、张振福（1985年3月增选）

### 第九届
- 任期：1987年12月－1992年12月
- 主任：王金水
- 副主任：孙玉琴、张嘉种、陈联合、郭礽疆、黄启巽、庄亨浩（1989年3月补选）
- 秘书长：钱培青 → 陈广良（1989年3月补选）

### 第十届
- 任期：1992年12月－1997年12月
- 主任：李秀记
- 副主任：林柏龄、陈联合、张斌生、郭安民、林明鑫
- 秘书长：周兆岐

### 第十一届
- 任期：1997年12月－2002年12月
- 主任：李秀记
- 副主任：
- 秘书长：

### 第十二届
- 任期：2002年12月－2007年1月
- 主任：洪永世
- 副主任：
- 秘书长：

### 第十三届
- 任期：2007年1月－2012年1月
- 主任：何立峰（2009年5月辞任） → 于伟国（2010年1月当选）
- 副主任：杜明聪、曾国玲、苏文金、何清秋、陈昭扬、杨金兴、黄诗福
- 秘书长：郑庆勋

### 第十四届
- 任期：2012年1月－2017年1月
- 主任：郑道溪
- 副主任：杜明聪、何清秋（2015年2月辞任）、陈昭扬、黄诗福（2015年2月辞任）、杨金兴（2015年2月辞任[5]）、陈紫萱、陈津（2015年2月当选）、黄锦坤（2015年2月当选）、刘育生（2015年2月当选）
- 秘书长：胡家榕

### 第十五届
- 任期：2017年1月－2022年1月
- 主任：陈家东
- 副主任：陈昭扬、陈紫萱、刘育生、陈琛、刘绍清、林德志、黄强（2021年1月当选）、孙明忠（2021年1月当选）、王成全（2021年1月当选）
- 秘书长：胡家榕

### 第十六届
- 任期：2022年1月－
- 主任：杨国豪
- 副主任：吴子东（2025年1月当选）孙明忠（2025年1月辞任）、陈紫萱、陈琛、郑岳林、王成全（2025年1月辞任）李伟华（2024年1月当选）、陈沈阳（2024年1月当选）
- 秘书长：陈鸿萍、卢海林（2025年1月当选）